# Annie Marie Sundbom
Annie Marie Sundbom (* 18. November 1932 in Örnsköldsvik; † 15. September 2022) war eine schwedische sozialdemokratische Politikerin, Sozialistin und Diplomatin.

## Leben
Sundbom war die Tochter des Kleinbauern Olof F Sundbom und der gebürtigen Svensson Elsa. 1950 machte sie ihren Abschluss, studierte 1955 an der Viskadalen Folk High School und 1957 in Lund. Von 1958 bis 1959 war Sundbom Kinderbetreuungsassistentin in Kiruna, von 1959 bis 1962 in Uppsala, Ombudsmann der schwedischen sozialdemokratischen Jugendvereinigung (Sveriges socialdemokratiska ungdomsförbund, SSU; Jugendorganisation der Sveriges socialdemokratiska arbetareparti) und 1965 bis 1967 Generalsekretärin des Nationalrates der schwedischen Jugendorganisationen.
Sie war von 1967 bis 1970 Bürgerbeauftragte der Stockholmer Arbeitergemeinde, von 1970 bis 1980 stellvertretende Sekretärin des Schwedischen Sozialdemokratischen Frauenverbandes, von 1980 bis 1985 Bürgerbeauftragte der Sveriges socialdemokratiska arbetareparti (schwedischen sozialdemokratischen Arbeiterpartei) und von 1986 Botschafterin im Außenministerium. Sundbom war eine schwedische Botschafterin in Gambia, Liberia und Sierra Leone, mit Sitz in Stockholm.
Sundbom war Mitglied des Stockholmer Stadtrats von 1973, war von 1979 bis 1985 die erste stellvertretende Vorsitzende und Vorsitzende des Stadtrats und war Vorsitzende und Mitglied einer Reihe von städtischen Ausschüssen und Gremien.